# مسجد معصوم
مسجد معصوم مربوط به دوره سلجوقیان است و در شهرستان اصفهان، کوهپایه، خیابان امام، خیابان حافظ شرقی واقع شده و این اثر در تاریخ ۱۰ خرداد ۱۳۸۲ با شمارهٔ ثبت ۹۰۵۱ به‌عنوان یکی از آثار ملی ایران به ثبت رسیده است.